# Freie-Partie-Europameisterschaft der Junioren 1993/94

Logo CEB (ausrichtender Verband)

Die Freie-Partie-Europameisterschaft der Junioren 1993 war das 18. Turnier in dieser Disziplin des Karambolagebillards und fand vom 10. bis zum 12. Dezember 1993 in Sierre statt. Die Meisterschaft zählte zur Saison 1993/94.

## Geschichte
Der Österreicher Patrick Andre gewann seinen ersten internationalen Titel vor dem Franzosen Emanuel Mathon-Beruet und dem Belgier Franky Spitaels.

## Modus
Gespielt wurde eine Vorrunde im Round-Robin-Modus, danach eine Knock-out-Runde  bis 300 Punkte oder 20 Aufnahmen.
Platzierung in den Tabellen bei Punktgleichheit:
1. MP = Matchpunkte
2. GD = Generaldurchschnitt
3. HS = Höchstserie

## Vorrunde
| Abschlusstabelle Gruppe A | Abschlusstabelle Gruppe A | Abschlusstabelle Gruppe A | Abschlusstabelle Gruppe A | Abschlusstabelle Gruppe A | Abschlusstabelle Gruppe A | Abschlusstabelle Gruppe A | Abschlusstabelle Gruppe A | Abschlusstabelle Gruppe A |
| Platz                     | Name                      | MP                        | Pkte                      | Aufn.                     | GD                        | BED                       | HS                        |                           |
| ------------------------- | ------------------------- | ------------------------- | ------------------------- | ------------------------- | ------------------------- | ------------------------- | ------------------------- | ------------------------- |
| 1                         | Patrick Andre             | 6:0                       | 900                       | 11                        | 81,81                     | 150,00                    | 236                       |                           |
| 2                         | Patrick Janssen           | 4:2                       | 800                       | 34                        | 23,52                     | 23,07                     | 149                       |                           |
| 3                         | Michael Mikkelsen         | 2:4                       | 659                       | 24                        | 27,45                     | 42,85                     | 279                       |                           |
| 4                         | Zsolt Bedo                | 0:6                       | 58                        | 23                        | 2,52                      | -                         | 15                        |                           |

| Abschlusstabelle Gruppe B | Abschlusstabelle Gruppe B | Abschlusstabelle Gruppe B | Abschlusstabelle Gruppe B | Abschlusstabelle Gruppe B | Abschlusstabelle Gruppe B | Abschlusstabelle Gruppe B | Abschlusstabelle Gruppe B | Abschlusstabelle Gruppe B |
| Platz                     | Name                      | MP                        | Pkte                      | Aufn.                     | GD                        | BED                       | HS                        |                           |
| ------------------------- | ------------------------- | ------------------------- | ------------------------- | ------------------------- | ------------------------- | ------------------------- | ------------------------- | ------------------------- |
| 1                         | Franky Spitaels           | 6:0                       | 790                       | 33                        | 23,93                     | 75,00                     | 254                       |                           |
| 2                         | Andreas Kronlachner       | 4:2                       | 630                       | 27                        | 23,33                     | 37,50                     | 148                       |                           |
| 3                         | Thomas Helfrich           | 2:4                       | 525                       | 26                        | 20,19                     | 150,00                    | 300                       |                           |
| 4                         | Guy Wolff                 | 0:6                       | 285                       | 30                        | 9,50                      | -                         | 68                        |                           |

| Abschlusstabelle Gruppe C | Abschlusstabelle Gruppe C | Abschlusstabelle Gruppe C | Abschlusstabelle Gruppe C | Abschlusstabelle Gruppe C | Abschlusstabelle Gruppe C | Abschlusstabelle Gruppe C | Abschlusstabelle Gruppe C | Abschlusstabelle Gruppe C |
| Platz                     | Name                      | MP                        | Pkte                      | Aufn.                     | GD                        | BED                       | HS                        |                           |
| ------------------------- | ------------------------- | ------------------------- | ------------------------- | ------------------------- | ------------------------- | ------------------------- | ------------------------- | ------------------------- |
| 1                         | Eric Castaner             | 4:2                       | 833                       | 15                        | 55,53                     | 150,00                    | 244                       |                           |
| 2                         | Mario van Gompel          | 4:2                       | 616                       | 12                        | 51,33                     | 75,00                     | 278                       |                           |
| 3                         | Pierre-Alain Rech         | 2:4                       | 464                       | 21                        | 22,09                     | 42,85                     | 134                       |                           |
| 4                         | Gunther Vastré            | 2:4                       | 346                       | 22                        | 15,72                     | 30,00                     | 153                       |                           |

| Abschlusstabelle Gruppe D | Abschlusstabelle Gruppe D | Abschlusstabelle Gruppe D | Abschlusstabelle Gruppe D | Abschlusstabelle Gruppe D | Abschlusstabelle Gruppe D | Abschlusstabelle Gruppe D | Abschlusstabelle Gruppe D | Abschlusstabelle Gruppe D |
| Platz                     | Name                      | MP                        | Pkte                      | Aufn.                     | GD                        | BED                       | HS                        |                           |
| ------------------------- | ------------------------- | ------------------------- | ------------------------- | ------------------------- | ------------------------- | ------------------------- | ------------------------- | ------------------------- |
| 1                         | Emanuel Mathon-Beruet     | 6:0                       | 900                       | 9                         | 100,00                    | 100,00                    | 173                       |                           |
| 2                         | Xavier Gretillat          | 4:2                       | 629                       | 15                        | 41,93                     | 50,00                     | 152                       |                           |
| 3                         | Juan Carlos Pareras       | 2:4                       | 424                       | 14                        | 30,29                     | 60,00                     | 152                       |                           |
| 4                         | Jens Eggers               | 0:6                       | 220                       | 14                        | 15,71                     | -                         | 168                       |                           |

## Finalrunde
|  | Viertelfinale 300/20  | Viertelfinale 300/20  |                       |                       | Halbfinale 300/20    | Halbfinale 300/20     |  |  | Finale 300/20 | Finale 300/20 |
|  |                       |                       |                       |                       |                      |                       |  |  |               |               |
|  |                       |                       |                       |                       |                      |                       |  |  |               |               |
|  | Patrick Andre         | 2:0/300(5)/60,00/138  |                       |                       |                      |                       |  |  |               |               |
|  | Patrick Andre         | 2:0/300(5)/60,00/138  |                       |                       |                      |                       |  |  |               |               |
|  | Xavier Gretillat      | 0:2/230(5)/46,00/214  |                       |                       |                      |                       |  |  |               |               |
|  | Xavier Gretillat      | 0:2/230(5)/46,00/214  | Patrick Andre         | 2:0/300(5)/60,00/288  |                      |                       |  |  |               |               |
|  |                       |                       | Patrick Andre         | 2:0/300(5)/60,00/288  |                      |                       |  |  |               |               |
|  |                       | Andreas Kronlachner   | 0:2/73(5)/14,60/56    |                       |                      |                       |  |  |               |               |
|  | Eric Castaner         | Andreas Kronlachner   | 0:2/73(5)/14,60/56    | 0:2/30(4)/7,50/27     |                      |                       |  |  |               |               |
|  | Eric Castaner         |                       |                       | 0:2/30(4)/7,50/27     |                      |                       |  |  |               |               |
|  | Andreas Kronlachner   | 2:0/300(4)/75,00/197  |                       |                       |                      |                       |  |  |               |               |
|  |                       |                       | Patrick Andre         | 2:0/300(6)/50,00/285  |                      |                       |  |  |               |               |
|  |                       |                       |                       | Emanuel Mathon-Beruet | 0:2/252(6)/42,00/158 |                       |  |  |               |               |
|  | Franky Spitaels       | 2:0/300(3)/100,00/284 |                       |                       |                      |                       |  |  |               |               |
|  | Mario van Gompel      | 0:2/60(3)/20,00/40    |                       |                       |                      |                       |  |  |               |               |
|  | Mario van Gompel      | 0:2/60(3)/20,00/40    | Franky Spitaels       | 0:2/163(3)/54,33/102  |                      |                       |  |  |               |               |
|  |                       |                       | Franky Spitaels       | 0:2/163(3)/54,33/102  | Spiel um Platz 3     |                       |  |  |               |               |
|  |                       | Emanuel Mathon-Beruet | 2:0/300(3)/100,00/266 |                       |                      |                       |  |  |               |               |
|  | Emanuel Mathon-Beruet | Emanuel Mathon-Beruet | 2:0/300(3)/100,00/266 | 2:0/300(1)/300,00/300 | Franky Spitaels      | 2:0/300(1)/300,00/300 |  |  |               |               |
|  | Emanuel Mathon-Beruet |                       |                       | 2:0/300(1)/300,00/300 | Franky Spitaels      | 2:0/300(1)/300,00/300 |  |  |               |               |
|  | Patrick Janssen       | 0:2/263(1)/263,00/263 |                       | Andreas Kronlachner   | 0:2/30(1)/30,00/30   |                       |  |  |               |               |
|  | Patrick Janssen       | 0:2/263(1)/263,00/263 |                       |                       | 0:2/30(1)/30,00/30   |                       |  |  |               |               |
|  |                       |                       |                       |                       |                      |                       |  |  |               |               |

## Endergebnis
| MP    | Match Points (Sieger = 2; Unentschieden = 1; Verlierer = 0) |
| Pkte. | Erzielte Karambolagen                                       |
| Aufn. | Benötigte Versuche                                          |
| GD    | Generaldurchschnitt                                         |
| BED   | Bester Einzeldurchschnitt eines Spielers                    |
| HS    | Höchstserie                                                 |
|       | Bester GD des Turniers                                      |
|       | Bester ED des Turniers                                      |
|       | Beste HS des Turniers                                       |
|       | 1. Platz (Gold)                                             |
|       | 2. Platz (Silber)                                           |
|       | 3. Platz (Bronze)                                           |

| Platz                      | Name                  | MP   | Pkte | Aufn. | GD    | BED    | HS  |
| -------------------------- | --------------------- | ---- | ---- | ----- | ----- | ------ | --- |
| 1                          | Patrick Andre         | 12:0 | 1800 | 27    | 66,66 | 150,00 | 288 |
| 2                          | Emanuel Mathon-Beruet | 10:2 | 1752 | 19    | 92,21 | 300,00 | 300 |
| 3                          | Franky Spitaels       | 10:2 | 1553 | 40    | 38,82 | 300,00 | 300 |
| 4                          | Andreas Kronlachner   | 6:6  | 1033 | 37    | 27,91 | 75,00  | 197 |
| 5                          | Eric Castaner         | 4:4  | 863  | 19    | 45,42 | 150,00 | 244 |
| 6                          | Mario van Gompel      | 4:4  | 676  | 15    | 45,06 | 75,00  | 278 |
| 7                          | Xavier Gretillat      | 4:4  | 859  | 20    | 42,95 | 50,00  | 214 |
| 8                          | Patrick Janssen       | 4:4  | 1063 | 35    | 30,37 | 23,07  | 263 |
| 9                          | Juan Carlos Pareras   | 2:4  | 424  | 14    | 30,29 | 60,00  | 152 |
| 10                         | Michael Mikkelsen     | 2:4  | 659  | 24    | 27,45 | 42,85  | 279 |
| 11                         | Pierre-Alain Rech     | 2:4  | 464  | 21    | 22,09 | 42,85  | 134 |
| 12                         | Thomas Helfrich       | 2:4  | 525  | 26    | 20,19 | 150,00 | 300 |
| 13                         | Gunther Vastré        | 2:4  | 346  | 22    | 15,72 | 30,00  | 153 |
| 14                         | Jens Eggers           | 0:6  | 220  | 14    | 15,71 | -      | 168 |
| 15                         | Guy Wolff             | 0:6  | 285  | 30    | 9,50  | -      | 68  |
| 16                         | Zsolt Bedo            | 0:6  | 58   | 23    | 2,52  | -      | 15  |
| Turnierdurchschnitt: 32,59 |                       |      |      |       |       |        |     |